# 艾徐
艾徐（1965年—），德昂族，中华人民共和国政治人物、第十一届全国政协委员。
担任云南省德宏州瑞丽市政协主席助理。2008年，当选第十一届全国政协委员，代表少数民族界，分入第五十组。